# Vilne
Vilne (în ucraineană Вільне) este o așezare de tip urban din raionul Djankoi, Republica Autonomă Crimeea, Ucraina. În afara localității principale, nu cuprinde și alte sate.

## Demografie
Componența lingvistică a așezării de tip urban Vilne
     Rusă (70,11%)
     Tătară crimeeană (14,68%)
     Ucraineană (13,01%)
     Alte limbi (0,69%)
Conform recensământului din 2001, majoritatea populației așezării de tip urban Vilne era vorbitoare de rusă (70,11%), existând în minoritate și vorbitori de tătară crimeeană (14,68%) și ucraineană (13,01%).